# International Tennis Hall of Fame

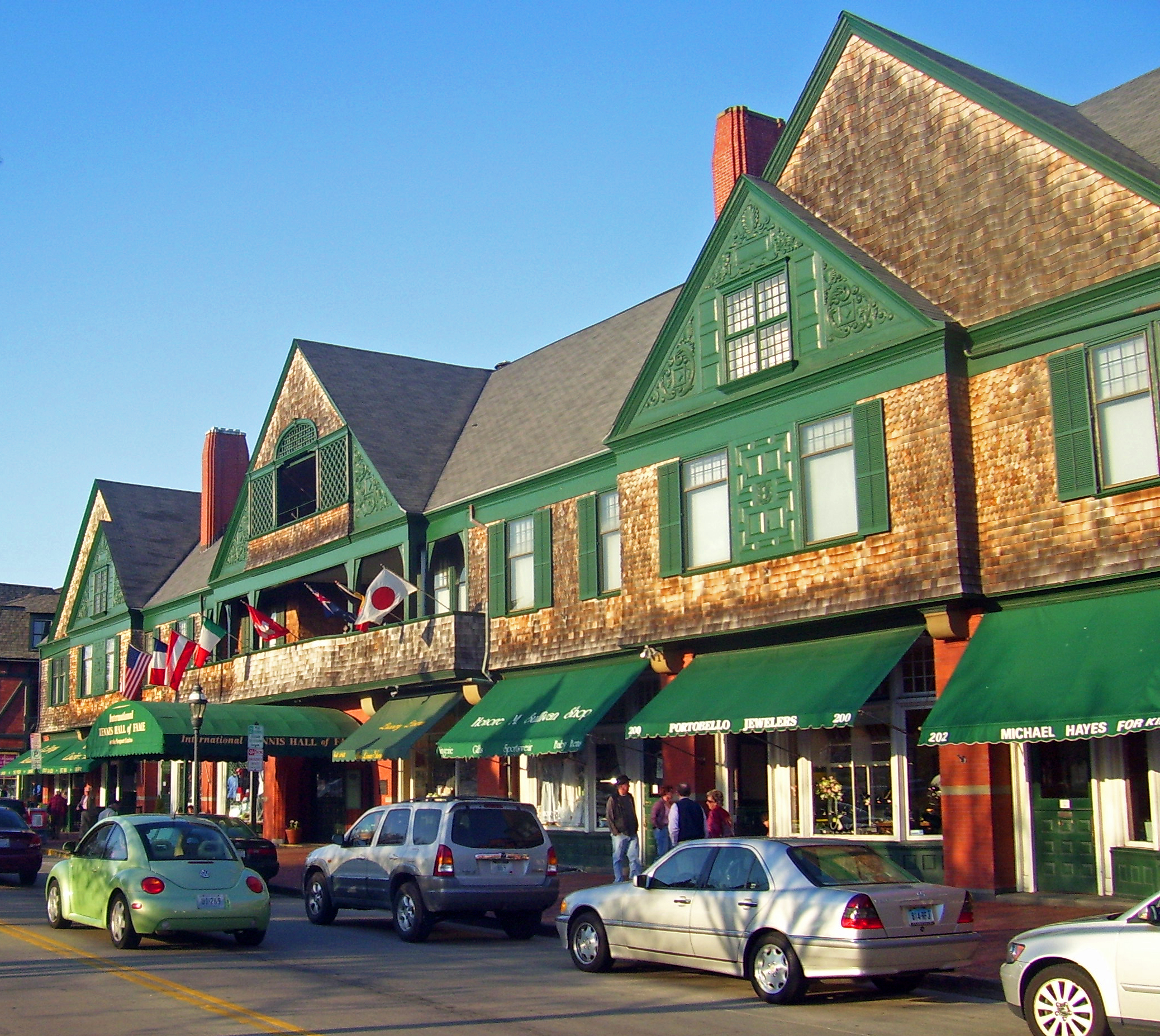
Das Newport Casino, in dem sich die Tennis Hall of Fame befindet

Die International Tennis Hall of Fame (eigentlich International Tennis Hall of Fame & Museum) ist ein Tennismuseum im Newport Casino in Newport, Rhode Island, USA.

## Geschichte
Im Newport Casino fanden von 1881 bis 1914 die amerikanischen Tennismeisterschaften (heute US Open) statt. Ab Ende der 1930er Jahre verfiel das kaum noch genutzte Gebäude zunehmend. Als 1953 ein Feuer weite Teile des Casinos zerstörte, stand ein Verkauf und Abriss des Gebäudes im Raum. Der Vorstand des Vereins, dem das Casino gehörte, entschied sich unter der Führung von James Van Alen stattdessen für den Wiederaufbau. Als zukünftige Nutzung wurde die Einrichtung eines Tennismuseums beschlossen, das 1954 eröffnet wurde. Neben dem Museum wurde eine Hall of Fame für die bedeutendsten Persönlichkeiten des Tennissports eingerichtet. 1986 wurde diese vom internationalen Tennisverband als offizielle Hall of Fame des Tennissports anerkannt.
Das Museum in der International Tennis Hall of Fame ist vom 1. November 2024 bis 14. Mai 2025 wegen Renovierungsarbeiten geschlossen. Durchgehend sind jedoch digitale Ausstellungen abrufbar.

## Aufnahmeverfahren
Als Kandidaten für die Hall of Fame kommen zum einen ehemalige Spitzenspieler/-innen in Frage, die sich seit einem gewissen Zeitraum (recent players: 5 Jahre, master players: 20 Jahre) ganz oder zumindest weitestgehend aus ihrer aktiven Karriere auf der ATP World Tour bzw. WTA Tour zurückgezogen haben. Daneben kommen Funktionäre, Journalisten oder Autoren (sogenannte contributors) in Betracht, die sich in besonderer Weise um den Tennissport verdient gemacht haben.
Bei den recent players entscheidet das Tennis Media Panel, ein aus Tennisjournalisten der ganzen Welt bestehendes Gremium, über die Aufnahme. Bei master players und contributors sind neben dem Tennis Media Panel auch alle bisherigen Mitglieder der Hall of Fame stimmberechtigt. Um gewählt zu werden, benötigt ein Kandidat 75 % der Stimmen.
Die neuen Mitglieder werden jährlich am Finalwochenende der Hall of Fame Tennis Championships feierlich bekannt gegeben.
Seit 2010 werden auch Rollstuhltennisspieler bei der Wahl berücksichtigt. 2021 erfolgte mit den Original 9 erstmals die Aufnahme einer Gruppe.

## Mitglieder der Hall of Fame
Unter den Mitgliedern der Hall of Fame befinden sich derzeit sechs Deutsche: Gottfried von Cramm (postum aufgenommen 1977), Boris Becker (2003), Steffi Graf (2004), Hans Nüsslein (postum aufgenommen 2006), Hilde Sperling (postum aufgenommen 2013) und Michael Stich (2018).
- 1955: (7) Richard Sears, James Dwight, Henry Slocum, Oliver Campbell, Robert Wrenn, Malcolm Whitman, Joseph Clark
- 1956: (13) William Clothier, Dwight Filley Davis, Holcombe Ward, May Sutton, William Larned, Beals Wright
- 1957: (17) Mary Browne, Maurice McLoughlin, Hazel Hotchkiss Wightman, Richard Norris Williams
- 1958: (21) Bill Johnston, Molla Mallory, Lindley Murray, Maud Barger-Wallach
- 1959: (23) Bill Tilden, Helen Wills Moody
- 1960: —
- 1961: (28) Fred Alexander, Malcolm Chace, Harold Hackett, Frank Hunter, Vincent Richards
- 1962: (31) John Doeg, Ellsworth Vines, Helen Jacobs
- 1963: (35) Wilmer Allison, Sarah Palfrey Cooke, John Van Ryn, Julian Myrick
- 1964: (41) Alice Marble, Don Budge, George Lott, Frank Shields, George Adee, Sidney Wood
- 1965: (46) Pauline Betz, Ellen Hansell, Watson Washburn, Don McNeill, James Van Alen
- 1966: (50) Joseph Hunt, Frank Parker, Theodore Pell, Ted Schroeder
- 1967: (54) Bobby Riggs, Bill Talbert, Margaret Osborne duPont, Louise Brough
- 1968: (59) Maureen Connolly, Allison Danzig, Jack Kramer, Ricardo González, Eleonora Sears
- 1969: (64) Charles Garland, Marie Wagner, Karl Howell Behr, Doris Hart, Arthur Larsen
- 1970: (68) Tony Trabert, Perry Jones, Shirley Fry, Clarence Griffin
- 1971: (72) Althea Gibson, Elisabeth Moore, Vic Seixas, Arthur C. Nielsen
- 1972: (75) Bryan Grant, Gardnar Mulloy, Elizabeth Ryan
- 1973: (78) Darlene Hard, Gene Mako, Alastair Martin
- 1974: (82) Bertha Townsend, Fred Hovey, Juliette Atkinson, Robert Falkenburg
- 1975: (85) Lawrence Baker, Fred Perry, Ellen Roosevelt
- 1976: (91) René Lacoste, Jean Borotra, Henri Cochet, Jacques Brugnon, Mabel Cahill, Dick Savitt
- 1977: (96) Manuel Alonso, Norman Brookes, Budge Patty, Betty Nuthall, Gottfried von Cramm
- 1978: (102) Maria Bueno, Pierre Etchebaster, Kathleen McKane Godfree, Harry Hopman, Suzanne Lenglen, Anthony Wilding
- 1979: (108) Margaret Smith Court, Jack Crawford, Gladys Heldman, Al Laney, Rafael Osuna, Frank Sedgman
- 1980: (113) Ken Rosewall, Lew Hoad, Reginald Doherty, Laurence Doherty, König Gustav V. von Schweden
- 1981: (117) Rod Laver, William Ewing Hester, Mary Outerbridge, Dorothea Douglass
- 1982: (121) Roy Emerson, William McChesney Martin, Tom Pettitt, Lance Tingay
- 1983: (126) Clarence Clark, Charlotte Dod, Jaroslav Drobný, Ernest Renshaw, William Renshaw
- 1984: (131) John Bromwich, Adrian Quist, Neale Fraser, Pancho Segura, Manuel Santana
- 1985: (135) Arthur Ashe, David Gray, Ann Haydon-Jones, Fred Stolle
- 1986: (141) Dorothy Round, Chuck McKinley, John Newcombe, Nicola Pietrangeli, Tony Roche, Ted Tinling
- 1987: (146) Björn Borg, Billie Jean King, Dennis Ralston, Alex Olmedo, Stan Smith
- 1988: (147) Evonne Goolagong
- 1989: (149) Gerald Patterson, Virginia Wade
- 1990: (151) Joseph F. Cullman, Jan Kodeš
- 1991: (154) Ashley Cooper, Ilie Năstase, Guillermo Vilas
- 1992: (157) Tracy Austin, Philippe Chatrier, Bob Hewitt a, Frew McMillan
- 1993: (159) Lamar Hunt, Angela Mortimer
- 1994: (161) Bud Collins, Hana Mandlíková
- 1995: (162) Chris Evert
- 1996: (164) Rosie Casals, Dan Maskell
- 1997: (167) Henry Austin, Lesley Turner, Walter Clopton Wingfield
- 1998: (169) Jimmy Connors, Herman David
- 1999: (171) John McEnroe, Ken McGregor
- 2000: (174) Mal Anderson, Robert Kelleher, Martina Navrátilová
- 2001: (176) Ivan Lendl, Mervyn Rose
- 2002: (178) Pam Shriver, Mats Wilander
- 2003: (182) Boris Becker, Françoise Dürr, Nancy Richey, Brian Tobin
- 2004: (185) Steffi Graf, Stefan Edberg, Dorothy Cheney
- 2005: (189) Jim Courier, Yannick Noah, Jana Novotná, Earl Buchholz
- 2006: (199) Patrick Rafter, Gabriela Sabatini, Gianni Clerici, Nancye Wynne, Marion Jones, Arthur Gore, Karel Koželuh, Herbert Lawford, Simonne Mathieu, Hans Nüsslein
- 2007: (203) Russ Adams, Sven Davidson, Pete Sampras, Arantxa Sánchez Vicario
- 2008: (206) Michael Chang, Gene Scott, Mark McCormack
- 2009: (210) Monica Seles, Andrés Gimeno, Donald Dell, Robert Walter Johnson
- 2010: (217) Brad Parks, Derek Hardwick, Natallja Swerawa, Mark Woodforde, Todd Woodbridge, Gigi Fernández, Owen Davidson
- 2011: (219) Andre Agassi, Peachy Kellmeyer[3]
- 2012: (224) Gustavo Kuerten, Jennifer Capriati, Manuel Orantes, Mike Davies, Randy Snow
- 2013: (235) Martina Hingis, Charlie Pasarell, Cliff Drysdale, Thelma Coyne Long, Daphne Akhurst, James Anderson, Wilfred Baddeley, Blanche Bingley, Charlotte Cooper, Hilde Sperling, Ion Țiriac[4]
- 2014: (240) Lindsay Davenport, Chantal Vandierendonck, Nick Bollettieri, Jane Brown Grimes, John Barrett[5]
- 2015: (243) Amélie Mauresmo, David Hall, Nancy Jeffett[6][7]
- 2016: (247) Marat Safin, Justine Henin, Yvon Petra, Margaret Scriven[8][9]
- 2017: (252) Andy Roddick, Kim Clijsters, Monique Kalkman-van den Bosch, Vic Braden, Steve Flink[10]
- 2018: (254) Michael Stich, Helena Suková
- 2019: (257) Jewgeni Kafelnikow, Li Na, Mary Pierce
- 2020: (259) Goran Ivanišević, Conchita Martínez[11]
- 2021: (262) Lleyton Hewitt, Dennis Van der Meer, The Original 9 (Billie Jean King, Rosie Casals, Nancy Richey, Kerry Melville, Peaches Bartkowicz, Kristy Pigeon, Judy Tegart, Valerie Ziegenfuss und Julie Heldman)[2]
- 2022: —
- 2023: (264) Rick Draney, Esther Vergeer
- 2024: (267) Vijay Amritraj, Richard Evans, Leander Paes